# (356) Liguria
(356) Liguria es un asteroide perteneciente al cinturón de asteroides descubierto el 21 de enero de 1893 por Auguste Honoré Charlois desde el observatorio de Niza, Francia.
Está nombrado por Liguria, una región italiana.